# Donnay (Unternehmen)
Donnay Sports ist ein Sportartikelhersteller. Das Unternehmen wurde 1910 von Emile Donnay (1885–1972) als Genossenschaft zur Herstellung von Werkzeuggriffen aus Holz mit sechs Mitarbeitern gegründet und hatte seinen Sitz in Couvin, Belgien. Donnay stellte ab 1934 hölzerne Tennisschläger her war in den 1970er Jahren der weltgrößte Hersteller von Tennisschlägern. In den frühen 1970er Jahren produzierte Donnay 2 Millionen Schläger pro Jahr, von denen 1,3 Millionen zum Vertrieb an Wilson geliefert wurden.

## Geschichte

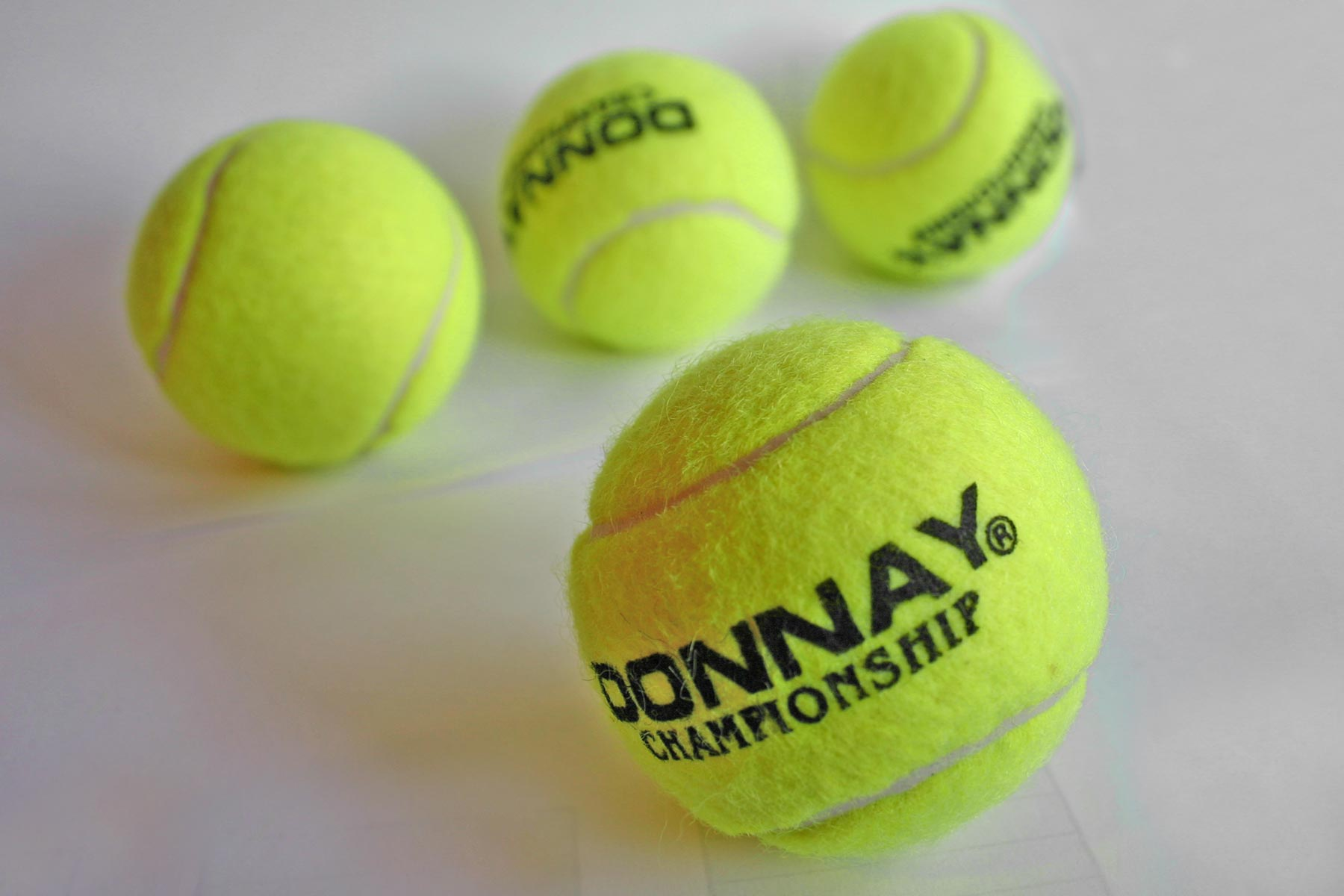
Tennisbälle

Aus einem Hersteller für hölzerne Türdrücker entwickelte sich Donnay mit der Präsentation seines ersten hölzernen Tennisschlägers zu einer Marke von Tennisartikeln. Donnay Tennisschläger wurden in Europa von Björn Borg von 1975 bis zu seinem Rückzug 1983 benutzt. Andere professionelle Spieler waren Andre Agassi, Rod Laver und Greg Rusedski.
Das Unternehmen hatte es versäumt, sich an den sich verändernden Markt für die neuen leichten Graphitschläger anzupassen. Das Unternehmen konzentrierte sich stattdessen weiterhin auf Holz- und Aluminiumschläger. Es stellte bis 1984 Holzschläger her, als sie bereits veraltet waren. Dadurch verlor Donnay erst seine marktbeherrschende Stellung und wurde 1988 von einer Investorengruppe unter der Führung von Bernard Tapie übernommen, der die Firma später an die wallonische Regierung weiterverkaufte, um damit den Kauf von Adidas zu finanzieren. Seit 1996 befindet sich die Firma wieder in Privathand, gegenwärtig bei der britischen Frasers Group. Im Gründungsort Couvin in Belgien arbeiten lediglich 32 Personen noch im Vertrieb. In Deutschland werden Produkte der Marke durch GSG Greatsports vertrieben.